# Мізек
Мізек – колишнє гірничодобувне підприємство у Абайській області Казахстану, яке вело розробку однойменного золоторудного родовища.
Є відомості, що розробка родовища почалась ще наприкінці 20 століття із переробкою руди на збагачувальній фабриці родовища Торт-Кудук, що приймала руду з інших родовищ до 1997 року.
В 2000-му на Мізек ввели в дію ділянку кучкового вилуговування, яка переробляла окиснені руди та мала потужність 0,9 млн тон руди на рік. Руду видобували відкритим способом.
В 2004-му на Мізек отримали 1,54 тони золота. В 2008-му з Мізек та ще одного золоторудного родовища Центральний Мукур (фабрика потужністю 0,8 млн тон руди на рік) отримали 1,73 тони золота.
В 2010-му через вичерпання запасів окиснених руд розробку Мізек зупинили, при цьому переробка видобутої руди тривала і у 2012 році. Повідомлялось про можливість відпрацювання сульфідних руд підземним способом, проте ці плани не реалізувались.
Розробку первісно провадила компанія «Чаралтин», яка в 2006-му була поглинена «Eurasia Gold Corporation». В 2007-му останню викупила мідна корпорація «Kazakhmys», що утворила для управління золотовидобувними активами дочірню компанію «Kazakhmys Gold».